# Brzeżany

Przedwojenny herb

Brzeżany (ukr. Бережани, Bereżany) – miasto na Ukrainie, w obwodzie tarnopolskim, w rejonie tarnopolskim, nad Złotą Lipą, siedziba administracyjna hromady. W 2020 roku liczyło ok. 17,4 tys. mieszkańców.

## Historia
- W połowie XIV wieku wraz z innymi ziemiami Rusi Halicko-Włodzimierskiej przyłączone przez Kazimierza Wielkiego do Królestwa Polskiego; 1370–1387 w granicach Królestwa Węgier pod władzą namiestnika Władysława Opolczyka, następnie Ścibora ze Ściborzyc
- Według Karola Szajnochy Brzeżany zostały nadane przez Władysława Jagiełłę bojarowi Waśce Teptuchowiczowi[2]
- Od 1434 województwo ruskie Korony, od 1569 w Rzeczypospolitej (wchodziło w skład ziemi lwowskiej[3])
- 1508 – Anna z Cebrowskich, żona Rafała z Sieniawy (zm. 1518), chorążego halickiego, w drodze spadku po Piotrze Cebrowskim, Żabokruckim i po Uhnowskich[4], otrzymała Brzeżany
- w 1530 Brzeżany uzyskały z rąk Zygmunta I Starego prawa miejskie staraniem hetmana Mikołaja Sieniawskiego. Zlokalizowane były na gruntach szlacheckich[5]. Przez niemal 200 lat należały do jego spadkobierców, zawdzięczając im swój rozwój i rozgłos
- W XVII wieku zamek w Brzeżanach wielokrotnie oparł się wojskom kozackim, tatarskim i osmańskim
- 17-20 września 1698 – rada senatu Rzeczypospolitej podjęła w Brzeżanach decyzję o zakończeniu wojny w Turcją[6]
- Od XVIII wieku miasto prywatne Czartoryskich, Lubomirskich i Potockich
- Po I rozbiorze Polski w latach 1772–1918 – miasto powiatowe w Królestwie Galicji i Lodomerii w składzie monarchii Habsburgów, Cesarstwa Austrii, od 1866 Austro-Węgier. Około roku 1900 mieszkało w Brzeżanach 4600 Polaków, 3100 Rusinów i 5300 Żydów
- W 1805 założono Gimnazjum w Brzeżanach, od 1937 jako Państwowe Gimnazjum im. Marszałka Edwarda Śmigłego-Rydza w Brzeżanach.
- W latach 1916–1917, podczas I wojny światowej, w rejonie Brzeżan toczyły się walki pomiędzy wojskami rosyjskimi i austro-węgierskimi
- Od 1 listopada 1918 do maja 1919 pod administracją ZURL (komisarzem rządowym ZURL był Tymotej Staruch), od maja 1919 do końca czerwca 1919, podczas ofensywy czortkowskiej miasto znalazło się ponownie pod administracją Zachodnioukraińskiej Republiki Ludowej. Od tego czasu do 14 marca 1923 pod administracją tymczasową Polski zatwierdzoną przez paryską konferencję pokojową 25 czerwca 1919. Suwerenność Polski na terytorium Galicji Wschodniej Rada Ambasadorów uznała 15 marca 1923[7].
- Od 15 marca 1923 do 16 sierpnia 1945 w granicach Polski, miasto powiatowe w województwie tarnopolskim.
- W okresie międzywojennym w Brzeżanach stacjonował tu 51 Pułk Piechoty Strzelców Kresowych z 12 Dywizji Piechoty[8] oraz baon zapasowy 19 Pułku Piechoty z 5 Dywizji Piechoty[9]. W 1937 sformowano tu Batalion ON "Brzeżany", wchodzący w skład Lwowskiej Brygady Obrony Narodowej[10].
- W 1934 r. w grobowcu w majątku Raj pod Brzeżanami pochowany został hrabia Jakub Ksawery Potocki, ostatni właściciel zamku w Brzeżanach. Zmarły, będąc bezdzietny, przekazał w 1933 roku[11] Wojsku Polskiemu zamek, Ossolineum obrazy Jana Matejki "Unia Lubelska" i "Wit Stwosz", a Muzeum Narodowemu w Warszawie kolekcje obrazów, rzeźb i gobelinów. Dokonał też zapisów na Instytut Radowy w Warszawie założony przez Marię Curie-Skłodowską[12].
- W latach 1934–1939 istniała gmina Brzeżany.

- Od września 1939 do 1941 roku miasto pod okupacją sowiecką; miały wtedy miejsce deportacje ludności (głównie Polaków) w głąb ZSRR.
- W ostatnich dniach czerwca 1941 roku funkcjonariusze NKWD zamordowali w miejscowym więzieniu od 174 do 300 więźniów. Zwłoki zamordowanych grzebano na terenie zamku lub wrzucano do rzeki Złota Lipa. Od 80 do 107 więźniów ocalało, gdyż nalot niemieckiej Luftwaffe spowodował ucieczkę strażników[13][14].

- W następnych dniach ukraińscy nacjonaliści witają uroczyście wkraczający Wermacht[15].
- 6 lipca 1941 r. odkrycie ciał ofiar NKWD wywołało pogrom Żydów (zob. pogrom w Brzeżanach), których oskarżono o sympatyzowanie z bolszewizmem. Ukraińscy nacjonaliści zabili podczas pogromu 250-300 osób[16].
- W latach 1941–1944 pod okupacją niemiecką (Dystrykt Galicja)
- 1941–1943 – Holocaust w Brzeżanach. Ocenia się, że zginęło 5,5–6,5 tys. Żydów[17] (zob. getto w Brzeżanach).
- W latach 1942–1944 był to rejon działalności AK
- W latach 1939 –1945 był to teren działalności nacjonalistów ukraińskich z OUN, a następnie z UPA. Z ich rąk zginęło ok. 40 polskich mieszkańców miasta, w tym Stefan Biliński, lekarz i ordynator szpitala miejskiego w Brzeżanach, oraz Tadeusz Mazurkiewicz, harcerz i członek AK[18].
- W latach 1945–1991 na terytorium Ukraińskiej SRR w granicach ZSRR
- 1946 wysiedlenie Polaków w nowe granice Polski
- 1946–1947 w rejon Brzeżan i samego miasta została przesiedlona część ludności ukraińskiej z powiatu sanockiego

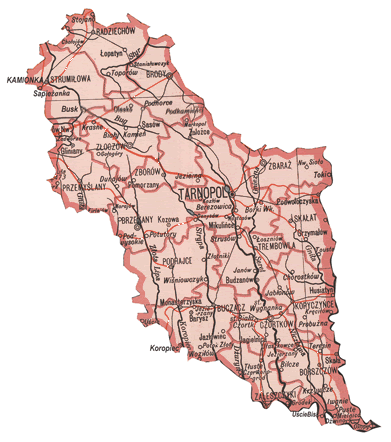
położenie na mapie województwa tarnopolskiego w roku 1939

- Od 1991 na terytorium Ukrainy.

## Zabytki

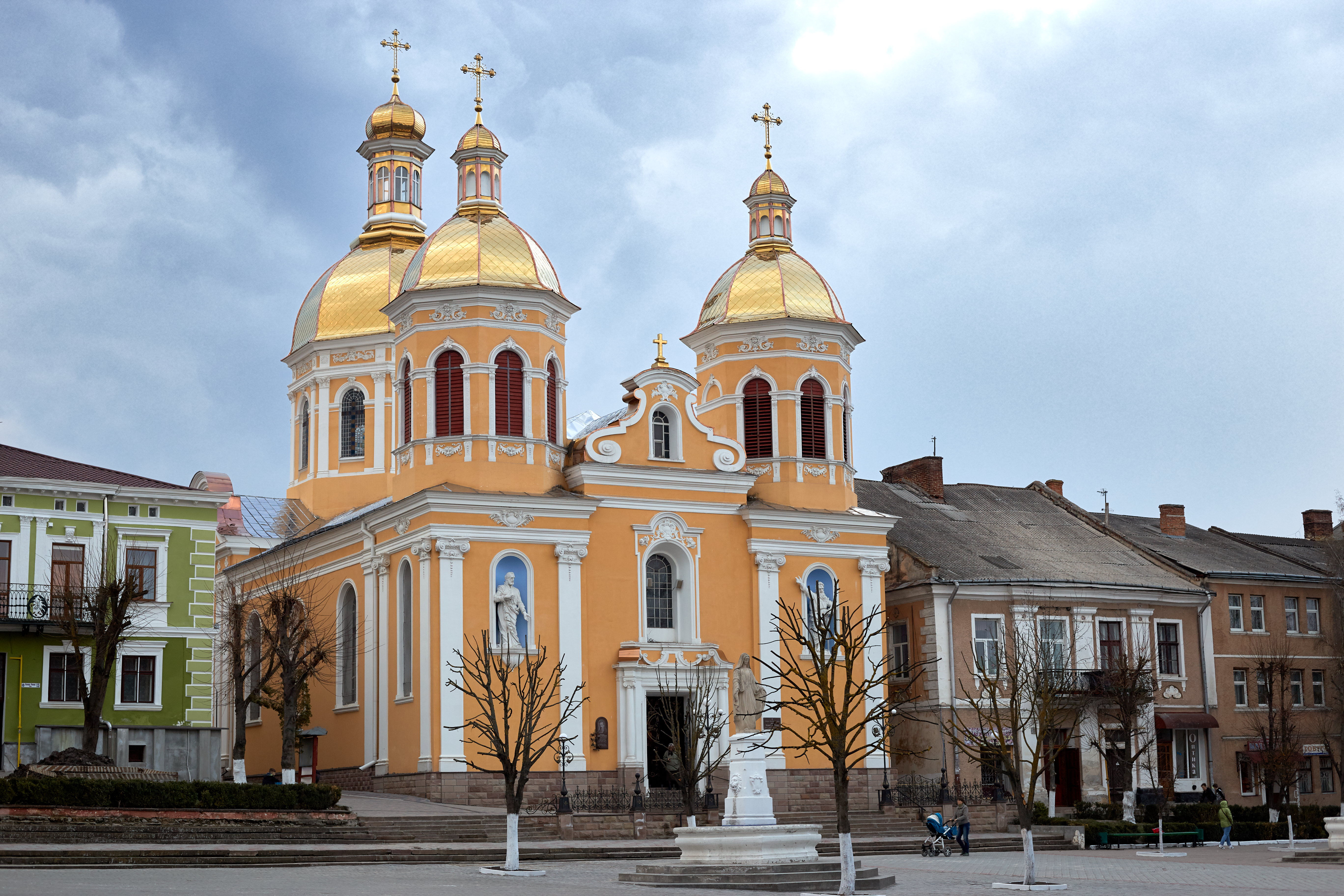
Kościół gr.kat. pw. św. Trójcy

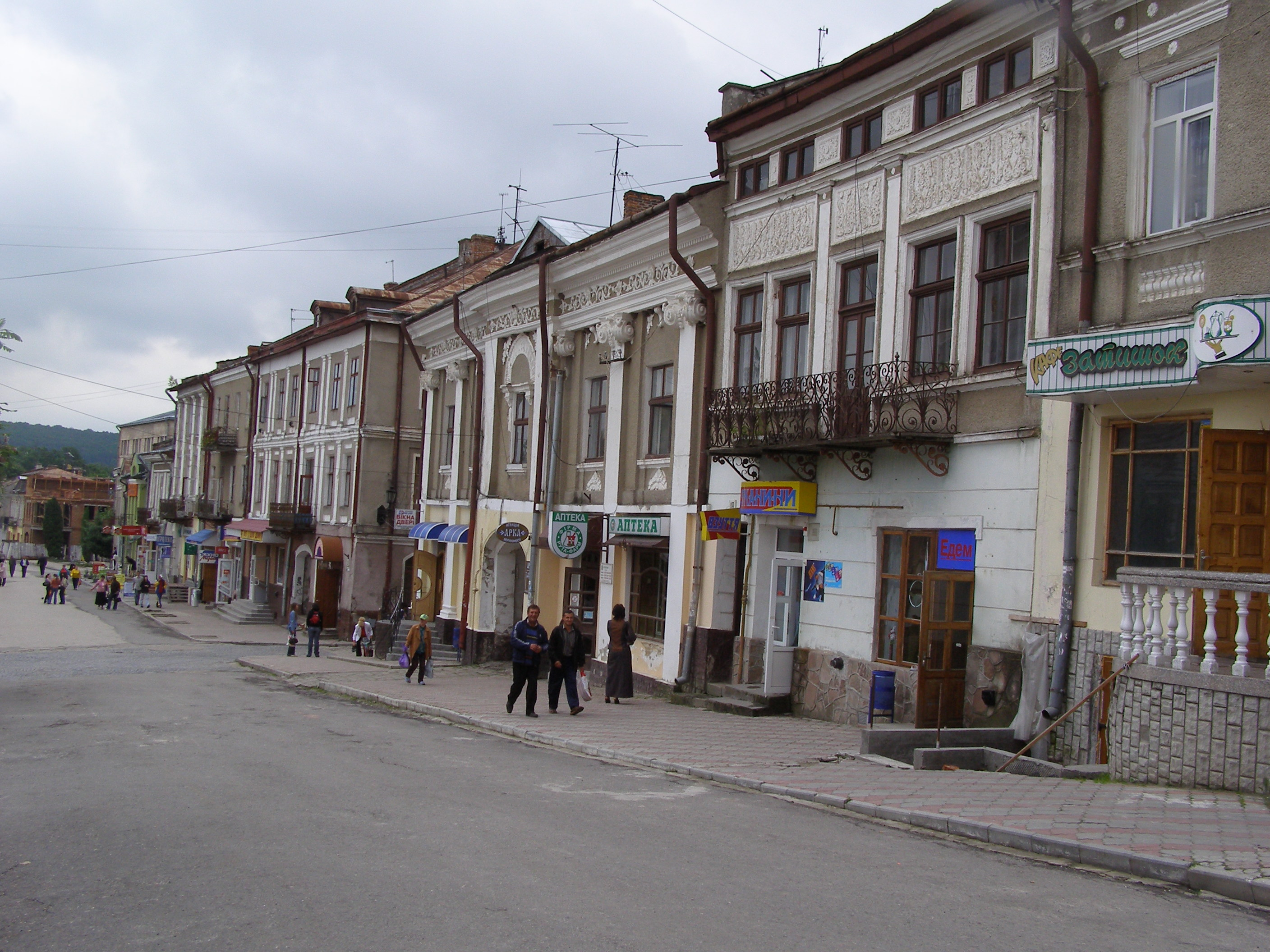
Zabudowa miasta

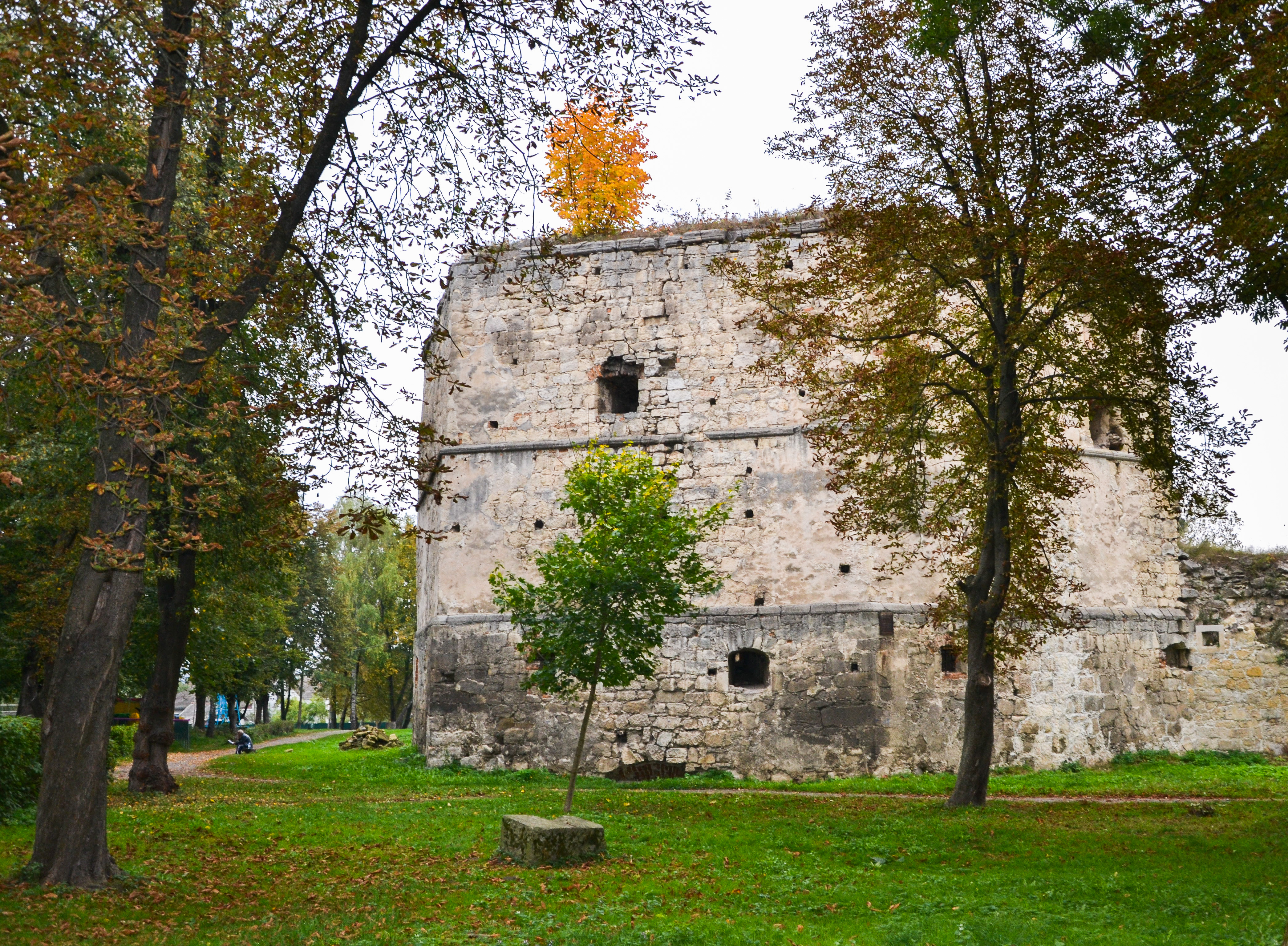
Ruiny zamku w Brzeżanach

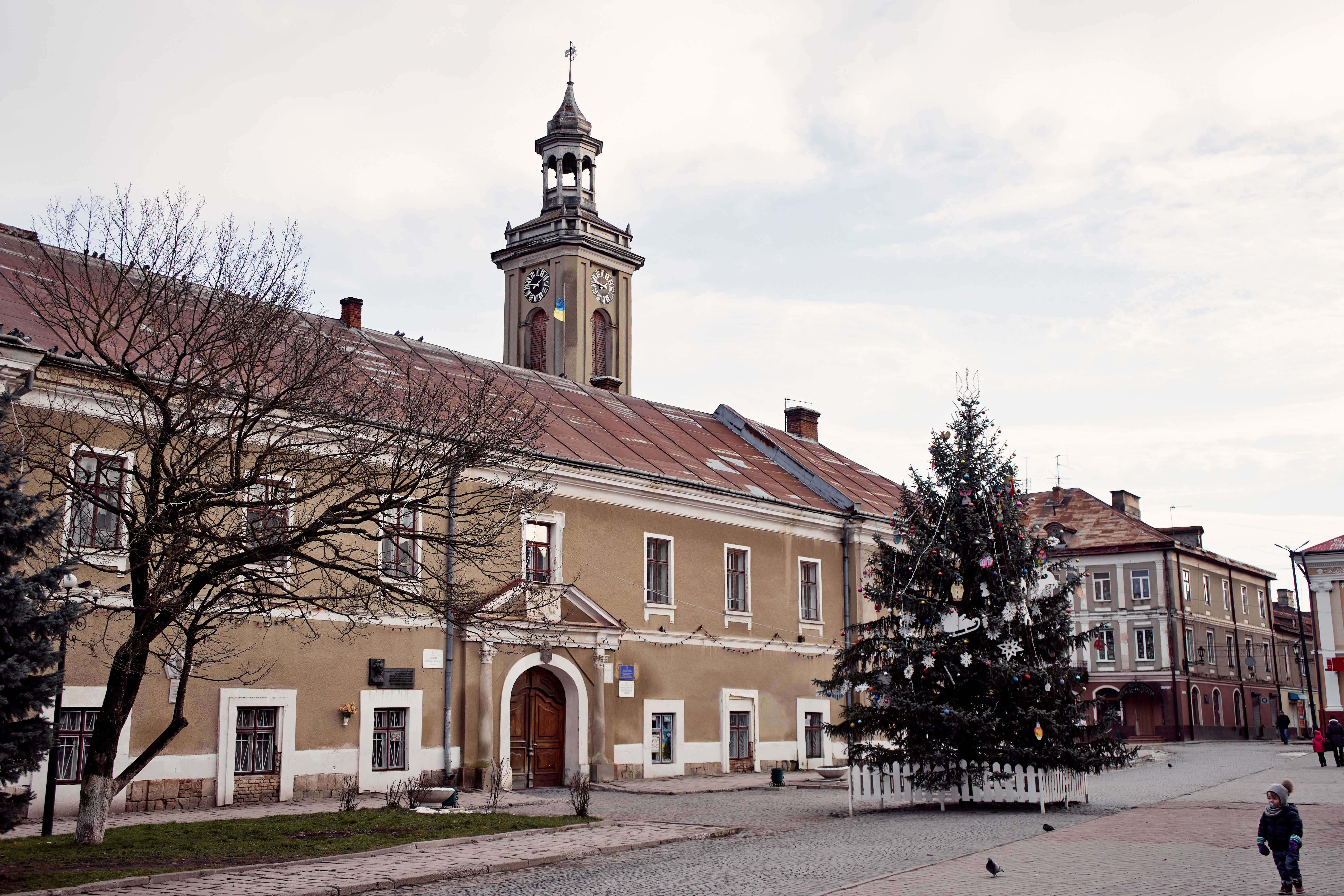
Ratusz miejski

- Zamek Sieniawskich (w ruinach) – zbudował go Mikołaj Sieniawski w 1554 roku, rozbudowany został w XVII i XVIII wieku. Urządzony był z wielkim przepychem, należał do największych rezydencji magnackich Rzeczypospolitej, nazywany był Podolskim Wawelem. Na zamku przebywali m.in.: król August II Mocny (1698), książę Franciszek Rakoczy (1702) i car Piotr I Wielki (1707). Zdewastowany w XIX i XX wieku, za czasów gdy dziedzicem był Aleksander Potocki (1798–1868) – wojskowy, powstaniec 1830, emigrant, filantrop

- Kościół zamkowy z XVII wieku – zdewastowany z kaplicą grobową Sieniawskich
- Kaplica grobowa Sieniawskich – jedno z dawniejszych najwspanialszych polskich mauzoleów rodowych. Obecnie w całkowitej ruinie. Początek dewastacji zaczął się jeszcze w XIX wieku, kolejne zniszczenia przyniosła wojna krymska. Jej konserwacji w latach 70. XIX wieku podjął się Stanisław Potocki. W czasie I wojny światowej kaplica kolejny raz uległa zniszczeniom, a dzieło całkowitej dewastacji dokonane zostało po 1945 roku, kiedy zabrakło polskich opiekunów tego miejsca. Kaplica mieściła zespół nagrobków Sieniawskich: Anny Sieniawskiej (z 1574 roku), Jana Sieniawskiego (z 1583 roku), Mikołaja Sieniawskiego (z 1569 roku), Hieronima Sieniawskiego (z 1583 roku), Adama Hieronima Sieniawskiego (1619), Mikołaja Sieniawskiego (1636), Aleksandra Sieniawskiego (1621) i Prokopa Sieniawskiego (1626). Nagrobki obecnie są całkowicie zdewastowane. Zdaniem Mieczysława Orłowicza nagrobki w kaplicy w czasie swojej świetności były „godne wawelskich”. W kaplicy znajdowały się m.in. cynowe XVII wieczne sarkofagi z postaciami zmarłych na wiekach niemające odpowiednika w sztuce polskiej, które były dziełem wrocławskiego rzeźbiarza Jana Pfistera. Sarkofagi te (4 sztuki) szczęśliwie ocalały, dzięki ich wywiezieniu podczas wojny polsko-rosyjskiej w 1920 r. do Krakowa. Dziś znajdują się w kryptach na zamku Pieskowa Skała
- Kościół pw. Świętych Apostołów Piotra i Pawła (dawniej kościół Narodzenia Najświętszej Maryi Panny czyli kościół farny)
- Kościół i klasztor Bernardynów z 1630–1638
- Kościółek ormiański z XVIII wieku, na którego fasadzie znajdują się resztki fresku przedstawiającego Matkę Boską, autorstwa Edwarda Śmigłego-Rydza, siedziba jednej z 8 parafii ormiańsko-katolickich w międzywojennej Polsce
- Cerkiew pw. św. Mikołaja z XVII wieku
- Cerkiew pw. św. Trójcy z XVII-XIX wieku
- dworki szlacheckie

## Sport
W czasach II RP w Brzeżanach istniał klub piłkarski Sieniawa Brzeżany.

## Gospodarka
W mieście rozwinął się przemysł szklarski, meblarski oraz spożywczy.

## Związani z Brzeżanami
- Ferdynand Andrusiewicz – (ur. 9 stycznia 1885 w Brzeżanach, zm. 29 lipca 1936) – polski architekt, podpułkownik piechoty Wojska Polskiego.
- Jakub Bałłaban – polski architekt, ur. w Brzeżanach,
- Aleksander Brückner – polski prof., filolog i slawista, historyk literatury i kultury polskiej, ur. w Brzeżanach,
- Zbigniew Brzeziński – politolog, w l. 1977–1981 doradca prezydenta Cartera, kawaler Orderu Orła Białego
- Antoni Brzeżańczyk – polski piłkarz i trener, ur. w Brzeżanach,
- Antoni Cwojdziński – polski komediopisarz, aktor teatralny, reżyser teatralny i scenarzysta filmowy, ur. w Brzeżanach,
- Emil Dunikowski – polski geolog, podróżnik, prof. UL, ur. w Brzeżanach,
- Bolesław Dunin-Wąsowicz – polski dowódca woj., ppor. kawalerii Legionów Polskich i por. piechoty WP, ur. w Brzeżanach,
- Zbigniew Dunin-Wąsowicz – polski dowódca woj., rtm. LP, ur. w Brzeżanach,
- Roman Florer – polski dowódca wojskowy, pułkownik pilot Wojska Polskiego, ur. w Brzeżanach,
- Julian Maria Fontana – polski śpiewak, prawnik, ur. w 1864 w Brzeżanach[21],
- Tomasz Garlicki (zm. 9 marca 1920 we Lwowie[22]) – polski nauczyciel, profesor miejscowego gimnazjum[23], potem długoletni dyrektor Gimnazjum w Złoczowie[22]
- Marian Golias – polski filolog klasyczny, doktor nauk humanistycznych, ur. w Brzeżanach,
- Jan Edward Hofmokl – polski chirurg, ordynator, urodzony w 1840 w Brzeżanach,
- Zdzisław Hordyński-Juchnowicz – polski lekarz, tytularny gen. dywizji WP, ur. w Brzeżanach,
- Wasyl Iwanczuk – ukraiński szachista, jeden z czołowych zawodników świata od lat 90. XX w. do chwili obecnej, mieszkał i uczył się w Brzeżanach,
- Józef Kamiński – polski dowódca wojskowy, gen. broni LWP, ur. w Brzeżanach,
- Edward Kofler – polski matematyk, prof., ur. w Brzeżanach,
- Władysław Kohman-Floriański – polski inż. budowy maszyn, wykładowca PL i po 1945 prof. nadz. PG, ur. w Brzeżanach,
- Tadeusz Franciszek Kulikowski – polski żołnierz armii gen. Andersa, ur. w Brzeżanach,
- Oskar Rudolf Kühnel – polski oficer pochodzenia węgierskiego, kapitan WP, ur. w Brzeżanach,
- Rafał Lemkin – polski prawnik i karnista, twórca pojęcia ludobójstwo, w l. 30. XX w. pprok. SO w Brzeżanach,
- Bohdan Łepkyj – ukraiński prozaik, poeta i literaturoznawca, ukończył gimnazjum z wykładowym językiem polskim w Brzeżanach
- Antoni Łuczkiewicz – burmistrz (naczelnik gminy[24])
- Maurycy Maciszewski – polski pedagog, historyk, doktor filozofii, prof. gimnazjum brzeżańskiego
- Leon Madejski (Madeyski[25]) – adwokat, doktor prawa[26], pisarz dramatyczny[27]
- Teofil Maresch – polski wojskowy, gen. brygady WP, sędzia NSW, ur. w Brzeżanach,
- Szymon Mayblum – polski dowódca wojskowy, major żandarmerii WP, ur. w Brzeżanach,
- Feliks Jan Mazurkiewicz – mjr piechoty WP, uczestnik 2. wojen światowych, kawaler orderu Virtuti Militari, ur. w Brzeżanach
- Stanisław Narajewski – polski prezbiter katolicki, etyk, profesor i rektor UL, uczęszczał do gimnazjum w Brzeżanach,
- Alfred Obaliński – polski prof., lekarz chirurg, ur. w Brzeżanach,
- Adam Palczak – poseł na Sejm PRL,
- Wiktor Past – polski dowódca wojskowy, tytularny gen. dywizji WP, ur. w Brzeżanach,
- Teofil Pawłykiw – ukraiński duchowny greckokatolicki, poseł na Sejm Krajowy Galicji IV kurii obwodu Brzeżany, z okręgu wyborczego Brzeżany-Przemyślany
- Władysław Satke – polski meteorolog, przyrodnik i pedagog
- Damian Sawczak – ukraiński prawnik, pracował w Sądzie Obwodowym w Brzeżanach
- Stanisław Schaetzel – adwokat, burmistrz Brzeżan, poseł do Sejmu Krajowego Galicji
- Tadeusz Schaetzel – polski żołnierz i polityk, wicemarszałek Sejmu
- Milica Semków – polska slawistka, prof. dr hab. nauk filologicznych, ur. w Brzeżanach,
- Witalij Skakun – ukraiński żołnierz, odznaczony orderem Bohatera Ukrainy, honorowy obywatel miasta, ur. W Brzeżanach
- Łukasz Solecki – polski duchowny kat., bp przemyski, prof. i rektor UL, ukończył gimnazjum w Brzeżanach,
- Edward Sucharda – polski chemik, profesor PL, jej prorektor 1933–1935 i rektor 1938–1939, ur. w Brzeżanach,
- Edward Śmigły-Rydz – polski wojskowy i polityk, Marszałek Polski, Naczelny Wódz w wojnie 1939 r., ur. w Brzeżanach
- Jarosław Adam Szafran – polski wojskowy, pułkownik dyplomowany piechoty Wojska Polskiego, ofiara zbrodni katyńskiej
- Markijan Szaszkewycz – ukraiński poeta i pisarz, duchowny greckokatolicki, ukończył gimnazjum w Brzeżanach
- Józef Teofil Teodorowicz – arcybiskup ormiańskokatolicki, w l. 1890–1897 proboszcz parafii ormiańskiej w Brzeżanach[28]
- Ernest Till – polski prawnik, prof. UL, członek PAU, ur. w Brzeżanach,
- Franciszek Tokarz – polski duchowny kat., filozof, prof. KUL, administrator parafii ormiańskiej w Brzeżanach 1934–1938,
- Teresa Tubek – polska lekkoatletka, oszczepniczka, ur. w Brzeżanach
- Sydir Twerdochlib – ukraiński poeta, tłumacz i polityk, ur. w Brzeżanach
- Wacław Wolski – polski inż., działacz społ., obrońca Lwowa, odznaczony Krzyżem Walecznych, ur. w Brzeżanach
- Zbigniew Harbuz – polski historyk dokumentalista, pielgrzym, miłośnik turystyki pieszej, ur. w Brzeżanach.

### Sprawiedliwi wśród Narodów Świata(Polacy ratujący Żydów w Brzeżanach)
- Karol Bogucki[29]
- Stanisław i Karol Codogni (ojciec i syn) – ukrywali m.in. Szimona Redlicha[30][31]
- Tadeusz Danek[32]
- Rozalia Kisielewicz i jej córka Czesława (po mężu Strąg)[33]
- Adam i Stefania Kunzowie[34]
- Zofia Ornatowska (Śniadecka)[35]
- Władysław i Rozalia Regulowie[36]
- Zbigniew Rusiński[37]
- Alfred Schüssel[38]
- Leon i Stefania Stefanowiczowie oraz ich córki Eleonora (po mężu Landzwójczak) i Agata (po mężu Topercer)[39]

## Książki
- Brzeżany 1530-1930. Złoczów : J. Landesberg, 1930.
- Józef Czernecki, Brzeżany. Pamiątki i wspomnienia w setną rocznicę założenia gimnazyum (1905)
- Shimon Redlich, „Razem i osobno. Polacy, Żydzi, Ukraińcy w Brzeżanach 1919–1945”, Sejny 2008, ISBN 83-86872-33-0.
- Zbigniew Rusiński, „Tryptyk brzeżański”, Wrocław 1998, ISBN 83-907486-3-0.
- Juliusz Słowacki, „Jan Bielecki”.
- Witold Goliński, „Brzeżany na starej pocztówce”, Kluczbork 2006.
- Zbigniew Harbuz, MOJA ULICA W BRZEŻANACH, 1998, opowiadanie, III nagroda w konkursie Cracovia Leopolis[40]

## Miasta partnerskie
- Kluczbork

## Babliografia
- Z „Sokoła” brzeżańskiego. „Kurjer Lwowski”. 398, s. 5, 26 sierpnia 1909.